# 이랑 (싱어송라이터)
이랑(李瀧, Lang Lee, 1986년 1월 5일~ )은 대한민국의 독립음악 싱어송라이터, 작가, 일러스트레이터, 영화감독이다. 이랑이 본명이다.  2012년 첫 음반 《욘욘슨》을 발매하였다.

## 생애 및 활동
이랑은 어린 시절 특별히 음악을 찾아듣거나 하지 않았으며 디즈니 애니메이션의 사운드트랙이나 한받의 음반을 들으며 자랐다고 한다.
고등학교를 자퇴하고 월간 잡지 '페이퍼(PAPER)'에서 일하며 만화를 게재하다가 한국예술종합학교 영상원에 입학한다.
2006년에 별 생각없이 기타를 쳐보면서 G, A, D의 세 가지 코드만을 이용하여 즉석에서 '로쿠차 구다사이'라는 곡을 만들었다. 그러면서 아마츄어증폭기의 '금자탑'등을 카피하고 기타 치는 사람을 만날 때마다 조금씩 코드를 배우고, 2008년 무렵부터는 구식 맥북의 내장마이크와 개러지밴드를 이용해서 간단히 집에서 노래를 녹음하기 시작하였다.
이후 홍대 앞 독립 음악 공연 기획자 박다함을 만나 클럽 공연을 시작하게 되었고 그때까지 집에서 녹음한 곡들을 간단히 마스터링만 하여 1집 음반 《욘욘슨》을 발매하게 된다. 첫 음반 활동 초기에는 유혜미(실로폰, 코러스), 조인철(드럼)과 함께 '이랑 밴드'를 결성하여 주로 활동하였다.
2012년 8월에 발매된 1집 《욘욘슨》은 포털 사이트 다음에 '이달의 앨범'으로 소개되었으며 GQ, 보그걸, 코스모폴리탄 한국판 등의 여러 매체에 소개되면서 이름을 알리기 시작했다. 같은 해에 KBS Joy의 이소라의 두번째 프로포즈에 출연하고 일본으로 콘서트 투어를 가기도 했다. 2013년 1월에는 제10회 한국대중음악상에 1집 《욘욘슨》에 수록된 '잘 알지도 못하면서'가 최우수 모던록 노래부문의 후보에 올랐다. 또한 2014년 11월부터는 김일두, 한받 등 음악가 한 팀 씩을 초청하여 관객 앞에서 즉석으로 노래 한 곡을 만드는 과정을 다 보여주며 노래가 완성되어야만 공연이 끝나는 '신곡의 방' 프로젝트를 진행하였다. 이 결과물은 2016년 6월 17일에 《신곡의 방 컴필레이션》으로 발매되었다.
한편 2013년에는 만화 《이랑 네컷 만화》를 출간하였으며 2015년에는 글과 그림을 담은 에세이집 《내가 30대가 됐다》를 출간했다. 2016년 7월에는 2집 《신의 놀이》를 책과 다운로드 형식으로 발매했다. 2016년 9월에는 1집이 일본에서 다시 발매되었다.
2집 수록곡 '신의 놀이'로 2017년 제 14회 한국대중음악상 '최우수 포크 노래'상을 수상했다. 시상식 무대에 올라 소감을 밝히는 자리에서 트로피를 경매에 부쳐 50만원에 판매하는 퍼포먼스로 화제가 되었다.
2021년 발매한 3집 《늑대가 나타났다》로 제31회 서울가요대상 '올해의 발견상'을, 2022년 제19회 한국대중음악상 '최우수 포크음반'상과 '올해의 음반'상을 수상했다. 

## 영화 작업
- 변해야한다 (You Have to Change, 2011)
- 유도리 (You Have to Decide, 2012)

## 음반

### 정규 음반
- 2012년 8월 6일 이랑 1집 《욘욘슨》 (소모임음반, 루오바팩토리)

(일본 발매) 2016년 9월 15일 イ・ラン 《ヨンヨンスン》 (Sweet Dreams Press)
- 2016년 7월 13일 이랑 2집 《신의 놀이》 (소모임음반, 유어마인드)
- 2021년 8월 23일 이랑 3집 《늑대가 나타났다》 (유어썸머, YGPLUS)  (일본 발매) 2021년 11월 15일 イ・ラン 《オオカミが現れた》 (Sweet Dreams Press)[12]

### 싱글/EP 및 기타 음반
- 2011년 9월 15일 이랑밴드 EP 《잘 알지도 못하면서》 (소모임음반)
- 2016년 6월 17일 이랑 외 Various Artists, 《신곡의 방 컴필레이션》 (헬리콥터레코즈)
- 2020년 6월 20일 싱글 《환란의 세대》 (스윗드림프레스, 헬리콥터레코즈)
- 2022년 12월 10일 싱글 《삶과 잠과 언니와 나》

### 참여 음반 및 수록곡
- 2008년 3월 1일 컴필레이션 《스타워즈 프로젝트》 : 이랑, 진주조개잡이와 사람낚는어부 - '로쿠차 구다사이', 'Love Is Harrison Ford' (루비살롱 레코드, 내방그라운드 뮤지션, 요기가)
- 2008년 12월 19일 《안신나는 땐스뮤직 스페샬》 : 이랑 - '밀키스' (내방그라운드 뮤지션)

## 저서
- 이랑 (2013년 11월 15일). 《이랑 네컷 만화》. 유어마인드. 160쪽. ISBN 978-89-969687-3-3.
- 이랑 (2015년 4월 17일). 《내가 30대가 됐다》. 소시민워크. 90쪽. ISBN 979-11-954271-1-6.
- 이랑 (2016년 6월 21일). 《신의 놀이》. 유어마인드. 96쪽. ISBN 979-11-869460-3-9.
- 이랑 (2016년 12월 23일). 《대체 뭐하자는 인간이지 싶었다》. 달. 288쪽. ISBN 979-11581605-2-4.
- 이랑 (2019년 10월 11일). 《오리 이름 정하기》. 위즈덤하우스. 280쪽. ISBN 9791190305532.
- 이랑 (2020년 8월 6일). 《좋아서 하는 일에도 돈은 필요합니다》. 창비. 332쪽. ISBN 9788936459321.

공저
- 이랑 (2016년 2월 1일). 《MY BIG DATA》. 소시민워크. ISBN 979-11954271-4-7.
- 이랑 (2018년 6월 22일). 《나다운 페미니즘》. 창비. ISBN 978-89364587-5-1.

## 수상
- 2022년 제31회 하이원 서울가요대상 올해의 발견상